# تریتنهایم
تریتنهایم (به آلمانی: Trittenheim) یک شهر در آلمان است که در تریر-زاربورگ واقع شده‌است. تریتنهایم ۱٬۱۰۲ نفر جمعیت دارد.